# Banca (juego)
Se llama banca a un juego de naipes de apuesta. Se gana al acertar la apuesta de la carta o el palo que se va a descubrir del mazo. 

## Forma de jugar
Salen a la mesa cuatro naipes que saca el banquero, dos de abajo del mazo a los que se da el nombre de albur y dos de arriba, que se llaman gallo. Hecho el juego, es decir, apuntadas las cantidades, el que talla vuelve la baraja y va desuniendo naipe por naipe hasta que sale alguno igual en tantos a otro de los que juegan (si ya no ha venido en puerta) siendo la primera y segunda carta las que ganan contra las otras dos. 
También se llama juego del monte.